# U̇́
 (avril 2019).
Si vous disposez d'ouvrages ou d'articles de référence ou si vous connaissez des sites web de qualité traitant du thème abordé ici, merci de compléter l'article en donnant les références utiles à sa vérifiabilité et en les liant à la section « Notes et références ».
Cette page contient des caractères spéciaux ou non latins. S’ils s’affichent mal (▯, ?, etc.), consultez la page d’aide Unicode.
U̇́ (minuscule : u̇́), ou U point suscrit accent aigu, est une lettre supplémentaire de l'alphabet latin. Il s’agit de la lettre U diacritée d’un point suscrit et d’un accent aigu.

## Utilisation
L’U point suscrit accent aigu ‹ u̇́ › peut être utilisé pour translitérer le ou droit accent aigu ‹ ү́ › dans la romanisation ALA-LC de langues non slaves.